# Trichorhina heterophthalma
Trichorhina heterophthalma är en kräftdjursart som beskrevs av Lemos de Castro 1964. Trichorhina heterophthalma ingår i släktet Trichorhina och familjen myrbogråsuggor. Inga underarter finns listade i Catalogue of Life.